# 焕镛粗叶木
焕镛粗叶木（学名：Lasianthus chunii）为茜草科粗叶木属下的一个种。本种以植物学家陈焕镛的名字命名。